# Cataclysta
Cataclysta là một chi bướm đêm thuộc họ Crambidae. Chi này bao gồm loài Cataclysta lemnata.

## Hình ảnh

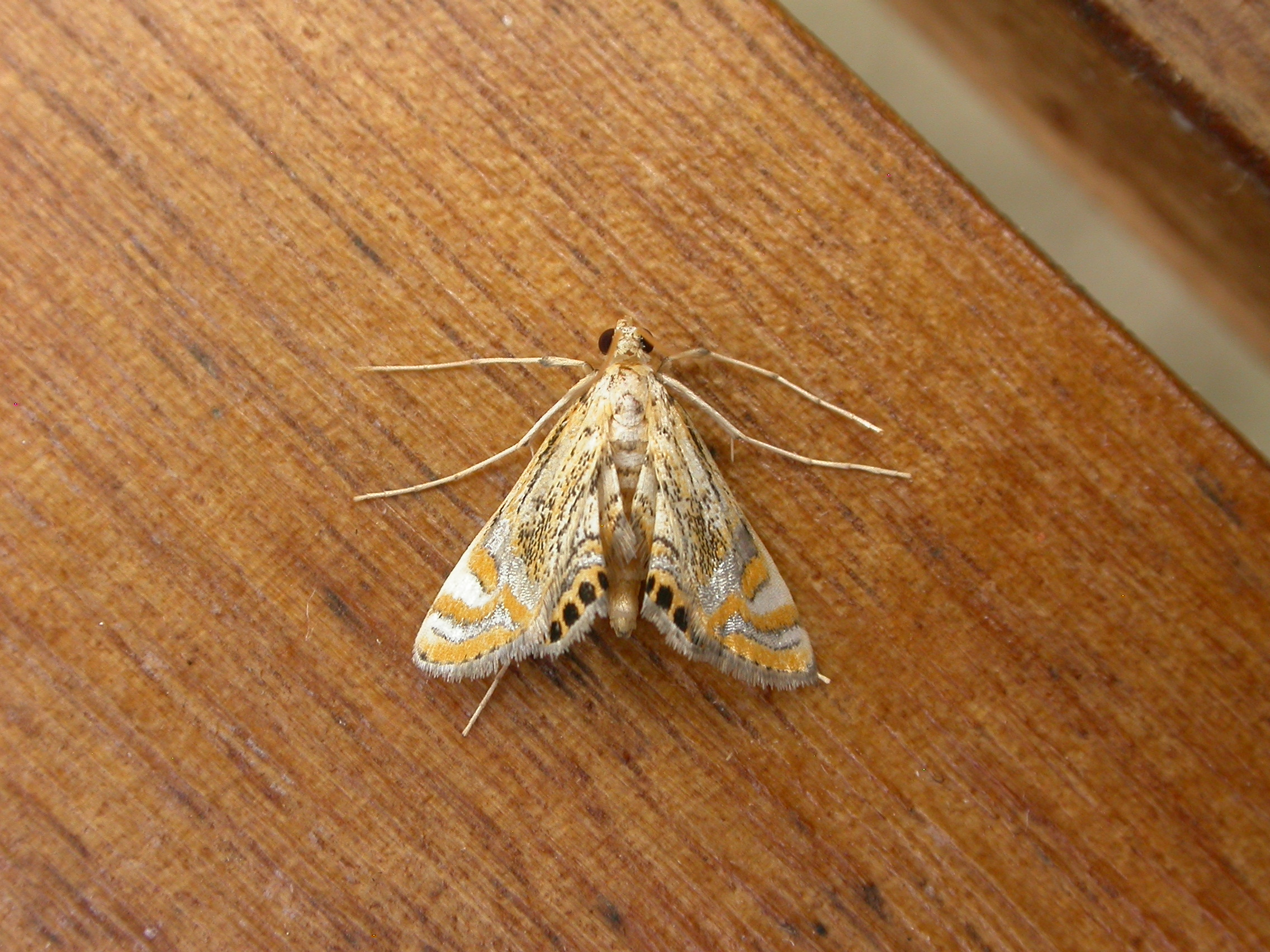
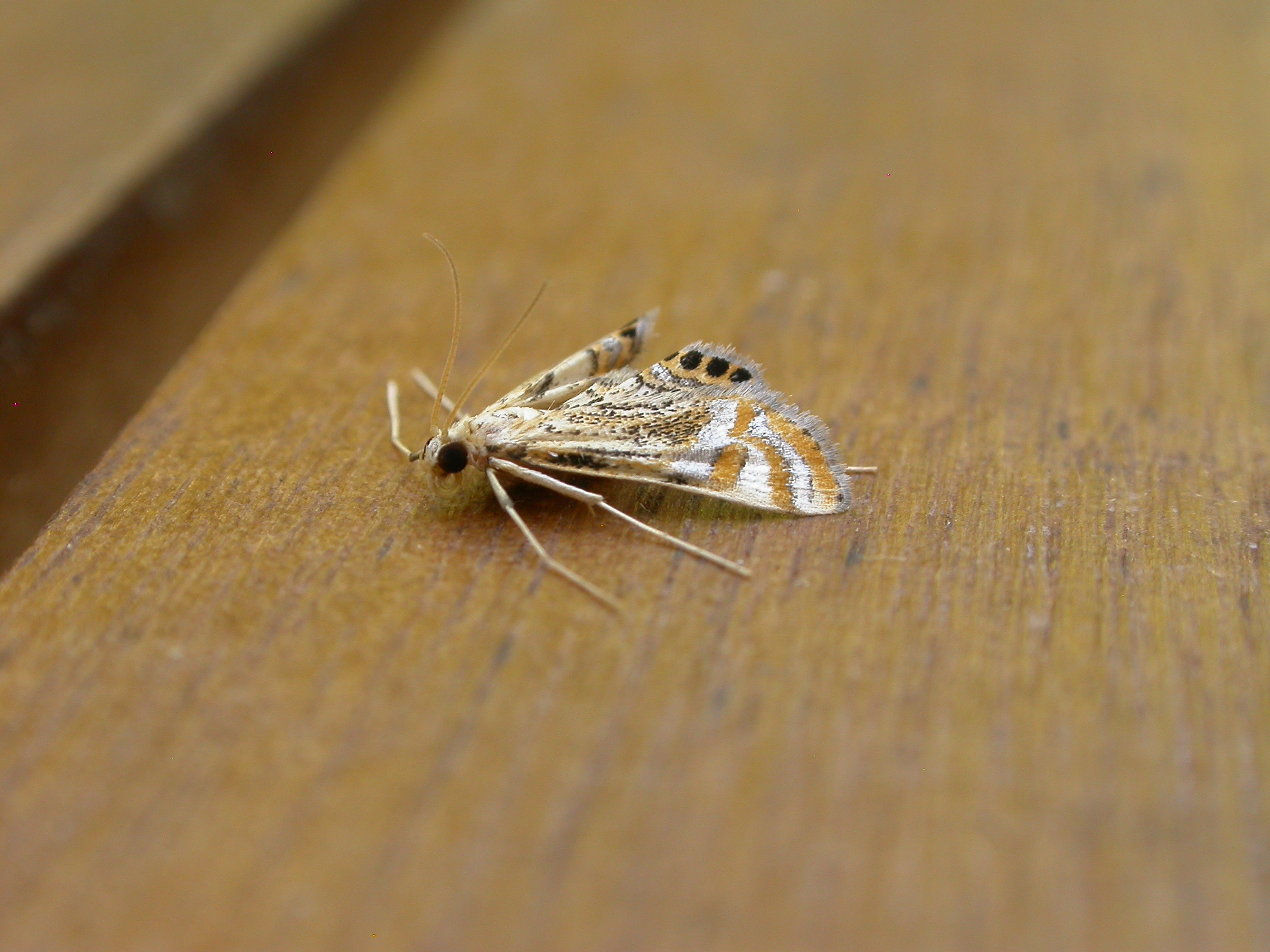